# Guy Axworthy
Guy Axworthy, född 1 januari 1902 i USA, död 3 juli 1933 på Walnut Hall Farm i Kentucky i USA, var en amerikansk standardhäst som tävlade mellan 1904 och 1908. Han var mest framgångsrik som avelshingst och lämnade efter sig bland annat tre vinnare av Hambletonian Stakes.

## Historia
Guy Axworthy föddes 1 januari 1902 efter Axworthy och undan Lillian Wilkes, och startade redan som tvååring, där han sprang 2:23 3/5 (1.29,3) i ett rekordförsök. Eftersom Guy Axworthy hade svaga framsenor var han tvungen att avsluta sin tävlingskarriär, och startade inte igen förrän han var fyra år, då han vann på 2:08 3/5 (1.20,0).

### Avelskarriär
Guy Axworthy avslutade sin tävlingskarriär för att bli avelshingst 1908. Trots att han inte gjort något större avtryck efter sig på travbanorna, blev han dominerande i aveln på 1920- och 1930-talen. Han var den ledande avelshingsten under sex år, 1925-1930, innan hans egen son Mr. McElwyn tog över tronen 1931.
År 1916 stallades han upp på Walnut Hall Farm där han skulle bli kvar ända till sin död. Han lämnade efter sig fem vinnare av Kentucky Futurity mellan 1920 och 1927 och tre vinnare av Hambletonian Stakes: Guy McKinney 1926, Iosola’s Worthy 1927 och Lord Jim 1934.